# Wheelock (Vermont)
Wheelock ist eine Town im Caledonia County des Bundesstaates Vermont in den Vereinigten Staaten mit 759 Einwohnern (laut Volkszählung des Jahres 2020).

## Geografie

### Geografische Lage
Wheelock liegt im Nordwesten des Caledonia Countys, in den Green Mountains. Es gibt einige kleinere Flüsse, die das Gebiet der Town in südöstlicher Richtung entwässern. Sie münden in den Passumpsic River. Es gibt zwei kleinere Seen auf dem Gebiet der Town, den Flagg Pond im Westen und den Chandler Pond im Osten. Die Oberfläche der Town ist hügelig, die höchste Erhebung ist der 843 m hohe Wheelock Mountain.

### Nachbargemeinden
Alle Entfernungen sind als Luftlinien zwischen den offiziellen Koordinaten der Orte aus der Volkszählung 2010 angegeben.
- Norden: Sheffield, 6,3 km
- Nordosten: Sutton, 14,3 km
- Osten: Lyndon, 16,4 km
- Süden: Danville, 5,8 km
- Südwesten: Stannard, 2,1 km
- Westen: Greensboro, 14,3 km
- Nordwesten: Glover, 9,0 km

### Klima
Die mittlere Durchschnittstemperatur in Wheelock liegt zwischen −9,44 °C (15 °Fahrenheit) im Januar und 20,0 °C (68 °Fahrenheit) im Juli. Damit ist der Ort gegenüber dem langjährigen Mittel der USA um etwa 9 Grad kühler. Die Schneefälle zwischen Mitte Oktober und Mitte Mai liegen mit mehr als zwei Metern etwa doppelt so hoch wie die mittlere Schneehöhe in den USA. Die tägliche Sonnenscheindauer liegt am unteren Rand des Wertespektrums der USA, zwischen September und Mitte Dezember sogar deutlich darunter.

## Geschichte
Der Grant für Wheelock wurde am 15. Juni 1785 zugunsten des Präsidenten und der Trustees des Dartmouth Colleges und der Moor’s Charity School vergeben. Diese Institutionen wurden durch den kongregationalistischen Gemeindepfarrer, Redner und Erzieher Eleazar Wheelock gegründet. Die Institutionen wurden so in die Situation gebracht, dass die Schulden der Schulen langsam abgebaut werden konnten. Der Grant umfasste 23.040 Acre (9.324 Hektar). Wheelock wurde nach John Wheelock, dem Sohn von Elizar Wheelock, benannt, der zu diesem Zeitpunkt der zweite Präsident des Dartmouth Colleges war. Wheelock ist die einzige Town in Vermont, die zugunsten einer Organisation außerhalb des Gebietes des Bundesstaates vergeben wurde.
Die Besiedlung der Town startete 1790 und der erste Siedler war Joseph Page. Die konstituierende Versammlung der Town fand am 29. März 1792 statt.
Durch das Angebot von Nathan Lord, der im Jahr 1828 Präsident des Dartmouth Colleges war und sich in Wheelock befand, um Abgaben einzusammeln, steht es den jungen Männern der Town frei, das College kostenlos zu besuchen, wenn sie die nötigen Qualifikationen besitzen und vom College akzeptiert werden. Dieses Angebot wurde erst fünfzig Jahre später erstmals angenommen. Als in Dartmouth die Koedukation eingeführt wurde, wurde dieses Angebot auch auf die jungen Frauen der Town ausgedehnt. Bisher haben erst acht Bewohner dieses Angebot angenommen, eine Frau in der Abschlussklasse 1988 und der letzte in der Abschlussklasse von 2005.

### Einwohnerentwicklung
| Volkszählungsergebnisse – Town of Wheelock | Volkszählungsergebnisse – Town of Wheelock | Volkszählungsergebnisse – Town of Wheelock | Volkszählungsergebnisse – Town of Wheelock | Volkszählungsergebnisse – Town of Wheelock | Volkszählungsergebnisse – Town of Wheelock | Volkszählungsergebnisse – Town of Wheelock | Volkszählungsergebnisse – Town of Wheelock | Volkszählungsergebnisse – Town of Wheelock | Volkszählungsergebnisse – Town of Wheelock | Volkszählungsergebnisse – Town of Wheelock |
| Jahr                                       | 1700                                       | 1710                                       | 1720                                       | 1730                                       | 1740                                       | 1750                                       | 1760                                       | 1770                                       | 1780                                       | 1790                                       |
| ------------------------------------------ | ------------------------------------------ | ------------------------------------------ | ------------------------------------------ | ------------------------------------------ | ------------------------------------------ | ------------------------------------------ | ------------------------------------------ | ------------------------------------------ | ------------------------------------------ | ------------------------------------------ |
| Einwohner                                  |                                            |                                            |                                            |                                            |                                            |                                            |                                            |                                            |                                            | 33                                         |
| Jahr                                       | 1800                                       | 1810                                       | 1820                                       | 1830                                       | 1840                                       | 1850                                       | 1860                                       | 1870                                       | 1880                                       | 1890                                       |
| Einwohner                                  | 568                                        | 964                                        | 906                                        | 834                                        | 881                                        | 855                                        | 832                                        | 822                                        | 829                                        | 596                                        |
| Jahr                                       | 1900                                       | 1910                                       | 1920                                       | 1930                                       | 1940                                       | 1950                                       | 1960                                       | 1970                                       | 1980                                       | 1990                                       |
| Einwohner                                  | 567                                        | 500                                        | 526                                        | 412                                        | 293                                        | 287                                        | 246                                        | 238                                        | 444                                        | 481                                        |
| Jahr                                       | 2000                                       | 2010                                       | 2020                                       | 2030                                       | 2040                                       | 2050                                       | 2060                                       | 2070                                       | 2080                                       | 2090                                       |
| Einwohner                                  | 621                                        | 811                                        | 759                                        |                                            |                                            |                                            |                                            |                                            |                                            |                                            |

## Wirtschaft und Infrastruktur

### Verkehr
Durch die nordöstliche Ecke der Town Wheelock verläuft die Interstate 91 in nordsüdlicher Richtung, von der kanadischen Grenze in Richtung Süden. Parallel zu ihr verläuft die Vermont State Route 122. Sie verbindet Wheelock mit Glover und Lyndon.

### Öffentliche Einrichtungen
Es gibt in Wheelock kein Krankenhaus. Das nächstgelegene ist das Northeastern Vermont Regional Hospital in St. Johnsbury.

### Bildung
Wheelock gehört mit Burke, Lyndon, Newark, Sheffield und Sutton zur Caledonia North Supervisory Union. In Sheffield bietet die Miller’s Run School Schulklassen von Pre-Kindergarten bis zum achten Schuljahr an. Sie wird auch von Schulkindern aus Wheelock besucht.
In Wheelock gibt es keine Bibliothek. Die nächstgelegenen befinden sich in Lyndonville, Burke oder Greensboro.

## Persönlichkeiten

### Persönlichkeiten, die vor Ort gewirkt haben
- Augustine Clarke (etwa 1780–1841), Politiker und Vermont State Treasurer